# Swim-Team Stadtwerke Elmshorn
Das Swim-Team Stadtwerke Elmshorn (STE) war ein Schwimmverein aus der Stadt Elmshorn (Schleswig-Holstein) nahe Hamburg. Der Verein wurde im Jahr 2001 gegründet und entwickelte sich im Laufe der Jahre zu einem der erfolgreichsten Vereine in Norddeutschland. Besonders im Freiwasserschwimmen erzielte die Schwimmer des Vereins Erfolge. 2021 kündigte der Vorstand des EMTV die Trainings- und Startgemeinschaft mit dem FTSV auf, wodurch beide Vereine fortan wieder eigene Schwimmabteilungen stellen.

## Der Verein
Das Swim-Team Stadtwerke Elmshorn wurde ursprünglich im Jahre 1963 von Schwimmern unter dem Namen Elmshorner Schwimmclub (ESC) gegründet. 1973 spaltete sich eine Gruppe ab, welche den Namen SV Flipper '73 annahm. Beide Vereine erhöhten durch bessere Trainingsbedingungen ihre Mitgliederzahl und brachten erfolgreiche Schwimmer zutage. Die besseren Möglichkeiten im Leistungssport, in dem beide Vereine Fortschritte machten, gab jedoch Anlass, in den Jahren 1984/1985 eine Startgemeinschaft als Schwimm-Zentrum Elmshorn (SZE) zu gründen. Es folgte die Errichtung einer Traglufthalle, wodurch sich die Trainingsmöglichkeiten weiter verbesserten.
Der ESC hatte bereits 1977 die SG Elbe gegründet. Weitere Gründungsmitglieder waren der VfL Pinneberg, der Wedeler TSV und der TSV Ellerbek. Zu dieser Zeit war die SG Elbe die dominierenden Schwimmhochburg in Schleswig-Holstein und konnte sich auch gegen Vereine aus größeren Städten durchsetzen.
Im Herbst 2001 schied das Schwimm-Zentrum Elmshorn jedoch aus der SG Elbe aus, da sich die Möglichkeit bot, wieder mit dem EMTV eine Trainingsgemeinschaft und im Spitzenbereich eine gemeinsame Mannschaft zu bilden. Aus diesem Grund konnten Trainer finanziert und Engpässe in der Nutzung der Wasserfläche reduziert werden. Das Niveau des schwimmerischen Leistungsstandards in Elmshorn wurde verbessert. Der Verein erhielt nach dem Zusammenschluss den Namen Swim-Team Elmshorn. Im Jahr 2013 wurde der Name zu Swim-Team Stadtwerke Elmshorn. Dies sollte die Zusammenarbeit des Vereins mit den Stadtwerken Elmshorn verdeutlichen und ihre langjährige Unterstützung würdigen.

## Trainer
Das Swim-Team Stadtwerke Elmshorn beschäftigte zuletzt drei Trainer: Carola Mehlert, Carmen Braun und Jörg Freyher. Mehlert begann Anfang 2017 in Elmshorn zu arbeiten und war zunächst unterstützend zusammen mit Christa Harms (* 1939) im Nachwuchsbereich, den Fördergruppen (FG), tätig. Seit Ende 2020 war sie alleine für die Fördergruppen verantwortlich nachdem Christa Harms nach über 40 Jahren im Elmshorner Schwimmsport verabschiedet wurde. Sie besitzt eine B-Lizenz. Carmen Braun kam Ende 2019 von Sparta Konstanz nach Elmshorn und trainierte die Talentfördergruppen (TF) und unterstützte die Arbeit in den Leistungsgruppen. Sie besitzt die A-Lizenz. Jörg Freyher (* 1973) kam 2010 zum STE und war vorher als Landestrainer beim Hamburger Schwimmverband tätig. Er trainierte die TF-Gruppen und übernahm im Sommer des Jahres 2012 die Leistungsgruppen (LG) von Bernd Berkhahn, welcher zum SC Magdeburg wechselte. Freyher besitzt ebenfalls die A-Lizenz und war für den organisatorischen Ablauf im gesamten Wettkampfbereich verantwortlich.

## Trainingsgruppen
Zum STE gehörten neun leistungsorientierte Trainingsgruppen. Die Gruppen Nemo und Pinguin waren für 7–8- bzw. 7–9-Jährige. Hier waren zwei Einheiten pro Woche vorgesehen. In der FG 3 und 2 trainierten die 8–10-Jährigen bis zu dreimal die Woche. Die FG 1 war für die 8–11-Jährigen, welche ebenfalls dreimal die Woche bei Carola Mehlert trainierten. Carmen betreute die TF 2 und 1. Die TF 2 war für 9–12-Jährige vorgesehen und die TF 1 für 10–12-Jährigen. Die jüngeren Schwimmer trainierten viermal die Woche und die Älteren mindestens fünfmal. Außerdem wurde vor jeder Einheit 30 Minuten Landtraining ausgeübt. Die Gruppen für die älteren und stärksten Schwimmer waren die LG 2 und 1. Beide Gruppen trainierten fünf- bis siebenmal die Woche und hatten vor jeder Einheit 30 Minuten Land- und zweimal die Woche Krafttraining. Außerdem fand zweimal die Woche Frühtraining statt. In der LG 2 schwammen die 12–14-Jährigen und in der LG 1 alle ab 15.

## Erfolgreiche Schwimmer

### Elmshorner Schwimmclub (ESC)
| Name               | Erfolge                              |
| ------------------ | ------------------------------------ |
| Jörg Feldvoss      | Norddeutscher Meister                |
| Lars Bartz         | 3. Platz Jugendeuropameisterschaften |
| Gabriele Schmidtke | Norddeutsche Meisterin               |
| Jan Meier          | Deutscher Jahrgangsmeister           |
| Corinna von Appen  | Deutsche Vizemeisterin               |
| Sören Laß          | Deutscher Jahrgangsstaffelmeister    |
| Jan Palle          | Deutscher Vizemeister                |
| Stefanie Palle     | Deutsche Jahrgangsmeisterin          |
| Burkhard Schmidt   | 3. Platz Jugendeuropameisterschaften |
| Kerstin Sommer     | Deutsche Jahrgangsmeisterin          |
| Ines Hartmann      | Deutsche Jahrgangsmeisterin          |
| Inga Kendelbacher  | Deutsche Jahrgangsmeisterin          |
| Bernd Feldvoss     | Norddeutscher Meister                |
| Lars Ole Fichte    | Deutscher Jahrgangsstaffelmeister    |
| Bernd Dinkla       | Deutscher Jahrgangsstaffelmeister    |

### SV Flipper
| Name | Erfolge | Stefanie Timmann | Deutsche Jahrgangsmeisterin |

### Swim-Team Stadtwerke Elmshorn
Stand 15. September 2021
| Name               | Erfolge | Jahr                                     |
| ------------------ | --- | ---------------------------------------- |
| Heiko Hell         | Olympische Sommerspiele; Europameisterschaften; Weltmeisterschaften; neunmaliger deutscher Meister | 2000; 2001; 2002; 2004                   |
| Gina Mohr          | Deutsche Meisterin Freiwasser; Erfolge bei Welt- und Europameisterschaften; LEN Europacup Siegerin | 2005; 2005/2006; 2009                    |
| Anja Baumgarten    | Teilnahme JEM | 2005                                     |
| Hendrik Rijkens    | LEN Europacup | 2010                                     |
| Taina Raezke       | 2. Platz JEM Freiwasser, 3. Platz JEM Staffel | 2010                                     |
| Florian Dörries    | JEM, 3. Platz JEM Staffel | 2010                                     |
| Lena-Sophie Bermel | 2. Platz JWM Freiwasser, 1. Platz Teamrennen JWM Freiwasser | 2010                                     |
| Finnia Wunram      | 4. Platz JWM Freiwasser, 1. Platz Teamrennen JWM Freiwasser | 2010                                     |
| Rob Muffels        | 1. Platz JWM Freiwasser, 1. Platz Teamrennen JWM Freiwasser | 2010                                     |
| Natalia Charlos    | 15. Platz 10 km Freiwasser Olympia; EM Freiwasser, 2. Platz LEN Europacup | 2012; 2014                               |
| Thea Brandauer     | European Youth Olympic Festival; European Games | 2013; 2015                               |
| Jacob Heidtmann    | JEM; Kurzbahneuropameisterschaften; Europameisterschaften; Deutscher Meister 400 m Lagen, 5. Platz Weltmeisterschaften; Deutscher Meister, Olympische Spiele; Deutscher Meister, 6. Platz Kurzbahn-EM; Olympische Spiele | 2012; 2013; 2014; 2015; 2016; 2017; 2021 |
| Lea Boy            | European Games; 3. Platz JEM, 5. Platz JEM, 7. Platz JEM Staffel, 5. Platz JWM Freiwasser, 1. Platz JWM Freiwasser Mixed-Staffel, 8. Platz JEM Freiwasser, 4. Platz JEM Freiwasser Teamrennen; 2. Platz JEM Freiwasser, 2. Platz JEM Freiwasser Staffel, 12. Platz FINA Weltcup; 23. Platz FINA MSWS Doha, 21. Platz FINA MSWS Seychellen, 18. Platz FINA MSWS Setubal | 2014; 2015; 2016; 2017; 2018             |
| Thore Bermel 1     | 6. Platz JEM Freiwasser, 7. Platz JWM Freiwasser; 1. Platz JEM Freiwasser Time Trial Freiwasser, 2. Platz JEM Freiwasser, European Games, 4. Platz Europacup Freiwasser; 2 × 4. Platz JEM, 3. Platz JEM, 5. Platz JEM Staffel, 4. Platz JWM Freiwasser, 1. Platz JWM Freiwasser Mixed-Staffel, 1. Platz JEM Freiwasser Teamrennen                                      | 2014; 2015; 2016                         |
| Arti Krasniqi      | European Youth Olympic Festival; 5. Platz JWM Freiwasser; 3. Platz JEM Freiwasser, 2. Platz JEM Freiwasser Staffel | 2015; 2016; 2017                         |
| Dustin Lantuhov    | 7. Platz JEM Freiwasser; 7. Platz JEM Freiwasser Staffel | 2017                                     |
| Miriam Fraß        | 9. Platz JEM Freiwasser Paris | 2021                                     |

1 Startete in der Saison 2013/14 für den SC Magdeburg
Außerdem treaten viele Schwimmer bei deutschen Meisterschaften, den deutschen Jahrgangsmeisterschaften und den deutschen Meisterschaften im Freiwasserschwimmen an.

## Aktuelle Rekorde
Stand 31. Dezember 2017
| Heiko Hell              | Landesrekord 1500 m Freistil Langbahn, Landesrekord 200 m Schmetterling Kurzbahn |
| Till Hinrik Muffels     | 2 Landesrekorde Langbahn                                                         |
| Björn Barnofski         | Landesrekord 100 m Freistil Langbahn                                             |
| Rob Muffels             | Landesrekord 800 m Freistil Langbahn                                             |
| Jacob Heidtmann         | Deutscher Rekord 400 m Lagen, 5 Landesrekorde Langbahn; 9 Landesrekorde Kurzbahn |
| Taina Raezke            | Landesrekord 200 m Schmetterling Langbahn, 2 Landesrekorde Kurzbahn              |
| Natalia Charlos         | Landesrekorde 5000 m Freistil Langbahn                                           |
| Finnia Wunram           | 2 Landesrekorde Langbahn                                                         |
| Lena-Sophie Bermel      | Landesrekord 200 m Freistil Langbahn                                             |
| Thea Brandauer          | Landesrekord 100 m Schmetterling Kurzbahn                                        |
| Lea Boy                 | 3 Landesrekorde Langbahn, 4 Landesrekorde Kurzbahn                               |
| Staffel Männer Langbahn | 4 Landesrekorde                                                                  |
| Staffel Männer Kurzbahn | Landesrekord 4 × 200 m Freistil                                                  |
| Staffel Frauen Langbahn | 4 Landesrekorde                                                                  |

Außerdem halten viele Schwimmer Altersklassenrekorde im Jugendbereich.